# ریو کلارو، توباگو
ریو کلارو (به انگلیسی: Río Claro) شهری در کشور ترینیداد و توباگو، استان مایارو-ریو کلارو است که جمعیت آن در سرشماری سال ۲۰۰۵ میلادی ۱٫۳۹۹ نفر بوده‌است.